# Jaroslav Popovič
Jaroslav Popovič (ukrajinsko Ярослав Попович), ukrajinski kolesar, * 4. januar 1980, Drogobič, Sovjetska zveza.
Popovič je upokojeni profesionalni kolesar, ki je v svoji karieri tekmoval za ekipe Landbouwkrediet–Colnago, Discovery Channel, Silence–Lotto, Astana, Team RadioShack, RadioShack–Nissan in Trek–Segafredo. Na svetovnih prvenstvih je osvojil naslova prvaka in podprvaka na cestni dirki v kategoriji do 23 let.  Nastopil je na poletnih olimpijskih igrah v letih 2004 in 2008, ko je dosegel boljšo od uvrstitev s 35. mestom na cestni dirki. Leta 2003 je osvojil skupno tretje mesto na Dirki po Italiji, leta 2004 pa peto. Leta 2005 je prvič nastopil na Dirki po Franciji ter osvojil belo majico za najboljšega mladega kolesarja in skupno dvanajsto mesto, zmagal je tudi na Dirki po Kataloniji. Na Dirki po Franciji 2006 je dosegel svojo edino posamično etapno zmago, ob tem je dosegel še dve na ekipnih kronometrih. Leta 2007 je dosegel svojo najboljšo uvrstitev na Dirki po Franciji z osmih mestom in zasedel tretje mesto v razvrstitvi za Pikčasto majico, leta 2008 je bil tretji na dirki Pariz–Nica.